# Hasso Plattner
Pour les articles homonymes, voir Plattner.
Hasso Plattner (né le 21 janvier 1944 à Berlin) est l'un des cofondateurs du géant informatique SAP. En mai 2024, il quitte la présidence du conseil de surveillance, où il n'avait plus un rôle opérationnel dans les activités de l'entreprise.
En juillet 2020 sa fortune est estimée par Forbes à 16,5 milliards de dollars ce qui fait de lui le 84e homme le plus riche du monde.

## Biographie
Hasso Plattner (21 janvier 1944 Berlin) est un chef d’entreprise allemand. Il est marié, a deux enfants et vit à Schriesheim-Altenbach à côté d’Heidelberg en Allemagne.
Avec Dietmar Hopp, Claus Wellenreuther, Hans Werner Hector et Klaus Tschira, il est l’un des fondateurs de la société SAP AG. Il a été au conseil d’administration jusqu’en 2003 et fait partie, depuis cette date et jusqu'en mai 2024, du conseil de surveillance de SAP

## Engagement dans l'éducation
Depuis son départ de SAP, Plattner s’est distingué en tant que mécène dans le domaine de la recherche technologique, l’un des plus importants d’Allemagne selon les médias.

Plattner a été nommé docteur honoris causa en 2002 et professeur émérite de l’université de Potsdam en 2004. Il avait été nommé auparavant docteur honoris causa en 1990 et professeur émérite de l’université de la Sarre à Sarrebruck en 1994. La même université lui a donné un autre titre honorifique en 1998
En 1998, Plattner crée l'Institut Hasso-Plattner pour l’ingénierie des systèmes informatiques, localisé à l’université de Potsdam et à Palo Alto en Californie financé par la Fondation Hasso Plattner, à but non lucratif.
Plattner a engagé 50 M € sur sa fortune personnelle sur une période de vingt ans. Depuis sa création, la mise de fonds de Plattner a quadruplé pour atteindre 200 M €. Son activité ne se résume pas à l’aspect financier, il est aussi fortement impliqué en tant que directeur dans les  concepts d’entreprise intégrées.
En octobre 2005, après avoir été convaincu de l'intérêt du design thinking par David Kelley, le fondateur de la d.school de l'université Stanford, Plattner injecte 35 M$ dans l'école de design pour en financer l'agrandissement. L'école devient alors le Hasso Plattner Institute of Design où des étudiants de diverses disciplines font de la recherche ergonomique. Pour promouvoir les sciences, Plattner a également investi 10 M € dans la bibliothèque de l’université de Mannheim, opérationnelle en 2003.
Le capital de risque des sociétés HassoPlattner, avec une balance d’ouverture de plus de 25 M €, est créé en juillet 2005 à Potsdam avec pour objectif d’aider les jeunes entrepreneurs à réaliser leurs idées sur le plan industriel.
Hasso Plattner fournit la plus grande partie de ce capital avec la banque InvestitionsBank de Brandebourg et ses CMEA Ventures.

## Reconnaissance
Pour son engagement dans le domaine des sciences et de l’économie, Plattner a reçu de nombreuses récompenses. Manager magazin lui a remis le convoité Leadership Award pour l’intégration globale des nouvelles technologies et l’a placé dans le Hall of Fame qui honore les personnalités ayant contribué au développement économique et social en Allemagne. En 2001, Time Magazine Europe plaçait Hasso Plattner numéro un sur sa liste des plus importantes personnalités du domaine IT.
Le 28 avril 2004, l’Institut Hasso-Plattner célébrait les soixante ans de son fondateur et le chancelier Gerhard Schröder parlait en ces termes de Hasso Plattner : « Nous avons besoin de Hasso Plattner et de SAP pour que l’Allemagne puisse être à la hauteur sur le plan économique. » Selon le chancelier, Plattner pouvait créer une entité internationale montrant que « les entreprises allemandes étaient à la pointe de la technologie mondiale ». Le chancelier était d’avis que l’Allemagne tirerait beaucoup de leçon de l’HPI.
Dans une interview en août 2004, le consultant munichois Roland Berger plaçait Hasso Plattner en tête des cinq Allemands qui lui avaient fait la plus forte impression. Dans un article du Welt am Sonntag, Berger mettait en exergue  la réussite magistrale de Plattner dans la création et le développement de SAP dans un marché évolutif.
On dit que Plattner est la onzième personnalité la plus riche d’Allemagne avec une fortune estimée à 5 milliards de $, selon Forbes.

## Hobbies
Plattner a été de temps en temps sous le regard de l’opinion publique lors de ses différends avec Larry Ellison, le fondateur d’Oracle. Tous les deux partagent une même passion inhabituelle : des courses transocéaniques autour du monde. Tous les deux ont été souvent l’un en face de l’autre et ces rencontres auraient été banales sans leur animosité l’un envers l’autre.
Hasso Plattner dispute régulièrement les championnats du monde de dériveur qu'il pratique à un excellent niveau en 5O5 (cinquocinq).
Quand il ne sillonne pas les mers, c’est un passionné de golf.
Il est aussi un passionné de rock. Il n'hésitait pas à jouer quelques mesures de guitare lors de grandes conférences informatiques dont il était le keynote speaker. Il se plaisait à dire que ne pensant pas avoir le talent de Mick Jagger, il avait choisi la carrière informatique.

## Philanthropie
Au cours du temps, il a eu des liens très étroits avec l’Afrique du Sud et il y passe une partie de son temps en participant à des œuvres caritatives. Dans le combat contre le SIDA, il apporte son aide aux universités de KwaZulu Natal et du Cap. Son don de 6 M€ pour le programme Isombululo pour la prévention et le traitement du virus HIV a été annoncé pour la coupe des Présidents, un des plus connus des tournois de golf. On estime que cette somme a aidé 360 000 personnes.
Au printemps 2005, Plattner a personnellement couvert le montant du concert 46664 qui avait lieu sur son cours de golf à George près du Cap et qui a été retransmis par les télévisions. Et ceci a permis au président Nelson Mandela de combattre le SIDA.

## Mécénat
Il est le fondateur et le mécène du musée Barberini de Potsdam, inauguré en 2017 dans lequel sa collection comprenant plus de 100 œuvres d'art dont 34 de Claude Monet est exposée,.